# Harrisia portoricensis
Harrisia portoricensis és una espècie botànica de plantes que pertany a la família de les cactàcies.

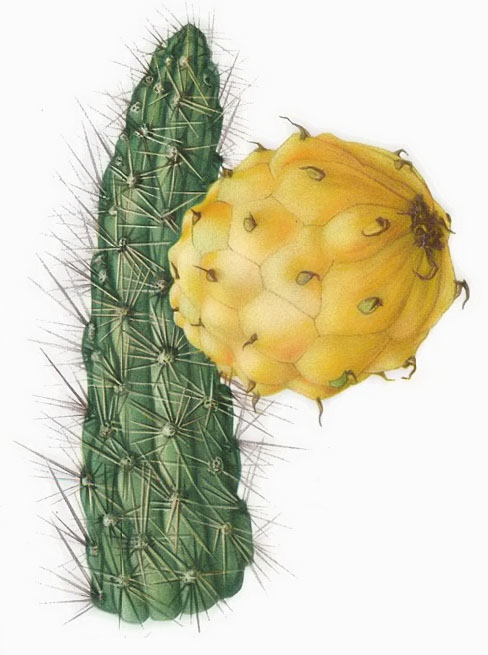
Il·lustració

## Descripció
Harrisia portoricensis creix vertical amb només unes poques branques i n'arriba als 2 a 3 m d'alçada. Les tiges són primes en forma de discos i tenen un diàmetre de 3 a 4 cm. Té onze arrodonides costelles proporcionades que estan separades una de l'altra per ranures poc profundes. Les arèoles contenen de 13 i 17 espines blanques a grisenques que tenen una punta més fosca, i són de 2 a 3 cm de llarg. Els pètals de les flors tenen una longitud de fins a 15 centímetres. El fruit és esfèric o en forma d'ou de color groc i assoleix els 4-6 cm de diàmetre.

## Distribució i hàbitat
És endèmica de Puerto Rico. És una espècie rara. Es troba en les tres illes més petites. La població s'estima en 59.000 individus a l'Illa de Mona, 148 plantes a l'Illot Monito, i només 9 a l'illa Desecheo.

## Taxonomia
Harrisia portoricensis va ser descrita per Lem.) Britton i Rose i publicat a Bulletin of the Torrey Botanical Club 35: 563. 1908[1909].
Etimologia
Harrisia: nom genèric que va ser anomenat en honor del botànic irlandès William Harris, qui va ser superintendent de jardins públics i plantacions de Jamaica.
portoricensis epítet geogràfic que al·ludeix a la seva localització a Puerto Rico.
Sinonímia
- Cereus portoricensis (Britton) Urb.[5]